# Ross McKitrick
Ross Mckitrick (1965) è un economista canadese specializzato in economia dell'ambiente.
È conosciuto per il suo scetticismo sui cambiamenti climatici. Insieme a Stephen McIntyre è intervenuto nella cosiddetta controversia della mazza da hockey, criticando il grafico, sviluppato da alcuni climatologi, sulla ricostruzione delle temperature medie globali negli ultimi 1.000 anni.

## Biografia
McKitrick ha conseguito il bachelor of arts in economia alla Queen's University nel 1988 e ha proseguito gli studi in economia all'Università della Columbia Britannica, dove ha conseguito il master universitario nel 1990 e il Ph.D nel 1996. Dopo il dottorato è entrato subito all'Università di Guelph come professore assistente. Nel 2001 è diventato professore associato e nel 2009 è stato nominato professore ordinario. McKitrick è autore o coautore di due libri e di più di 75 articoli.

## Posizione sui cambiamenti climatici
McKitrick ha assunto una posizione scettica sul cambiamento climatico. Nel libro Taken by Storm, scritto insieme al docente di matematica Christopher Essex e pubblicato nel 2002, sostiene che il presupposto secondo cui sappiamo ciò che sta succedendo sul cambiamento climatico e come controllarlo è falso. McKitrick ritiene che il rilascio di gas serra e in particolare di anidride carbonica non abbia un impatto significativo sul clima globale. Ha anche criticato il Protocollo di Kyoto, affermando che non servirà a frenare il riscaldamento globale e provocherà una recessione economica.
Nel 2003, McKitrick ha scritto insieme a Stephen McIntyre un articolo sul cosiddetto grafico della mazza da hockey elaborato da Michael E. Mann e colleghi, che ricostruiva il clima degli ultimi mille anni ed era contenuto nel Terzo rapporto di valutazione dell'IPCC: McKitrick e McIntyre hanno contestato l'elaborazione statistica effettuata dagli autori del grafico, alimentando la cosiddetta controversia della mazza da hockey.

## Libri pubblicati
- Christopher Essex and Ross McKitrick, Taken by Storm, Key Porter Books, 2002
- Ross McKitrick, Economic analysis of enviromental policy, University of Toronto Press, 2011